# San Giusto (trasporto)
Il San Giusto è stato un trasporto della Regia Marina ed un piroscafo passeggeri italiano, già nave ausiliaria della k.u.k. Kriegsmarine (Gäa) e della Voenno Morskoj Flot Rossijskoj Imperii (Don) e piroscafo passeggeri russo (Moskva) e tedesco (Fürst Birsmarck).

## Storia

### Il servizio per la HAPAG
Costruita in un anno, tra l'aprile 1890 e l'aprile 1891, nei cantieri AG Vulcan di Stettino (numero di cantiere 197), la nave, il cui originario nome era Fürst Bismarck (inizialmente si sarebbe dovuta chiamare Venetia, ma il nome venne cambiato prima del varo), apparteneva ad una serie di quattro piroscafi passeggeri (Augusta Victoria, Columbia, Fürst Bismarck e Normannia) con caratteristiche similari, ma non gemelli (tra l'altro, Fürst Bismarck e Normannia erano più lunghi di Augusta Victoria – della quale il Fürst Bismarck era una versione ingrandita – e Columbia di una dozzina di metri), fatti costruire tra il 1889 ed il 1891 da Albert Ballin, direttore della Hamburg Amerikanische Packetfahrt Actien Gesellschaft (Hamburg Amerika Linie, HAPAG, con sede ad Amburgo), una delle principali compagnie tedesche attive sulle rotte per il Nordamerica, per fare concorrenza alla compagnia rivale Norddeutscher Lloyd. I quattro piroscafi, ordinati a tre differenti cantieri navali, svolgevano un servizio espresso settimanale tra New York, Plymouth, Cherbourg, Amburgo e Southampton (rotta di andata Amburgo-Southampton-Cherbourg-New York, rotta di ritorno New York-Plymouth-Cherbourg-Amburgo). La HAPAG reclamizzò le quattro navi (i più grandi e veloci piroscafi passeggeri tedeschi: il Fürst Bismarck, in particolare, con 8430 tonnellate di stazza lorda era la più grande nave passeggeri tedesca), vantandone la sicurezza (arrivando a definirle «praticamente inaffondabili») e la comodità; i piroscafi avevano cinque ponti realizzati in acciaio e teak. Tra gli accorgimenti adottati per incrementare la sicurezza vi fu la divisione della nave da una paratia stagna longitudinale (oltre alle tradizionali paratie trasversali e ad un doppio fondo che poteva essere riempito o vuotato con pompe automatiche), che avrebbe mantenuto separate le due macchine a vapore (con relative caldaie ed eliche), funzionanti indipendentemente l'una dall'altra: la compagnia vantò che la nave sarebbe potuta proseguire ad elevata velocità anche se uno dei due lati avesse subito danni.
Le suite di prima classe, con mobilio particolarmente raffinato, erano sistemate a centro nave, mentre le cabine di seconda classe, situate sul medesimo ponte, erano a prua ed a poppa. Per i passeggeri di prima classe vi erano saloni (separatamente per gli uomini e per le donne), sale fumatori (per soli uomini) e per la conversazione. Anche la seconda classe aveva a disposizione proprie salette. I locali per gli emigranti erano situati al ponte inferiore a quello della prima e della seconda classe, precisamente sotto le cabine di seconda classe, e vi erano locali separati per uomini, donne e famiglie. Il piroscafo poteva trasportare in tutto 1292 passeggeri, 420 in prima classe, 172 in seconda classe e 700 in terza classe.
L'8 (o 9) maggio 1891 il Fürst Bismarck lasciò Amburgo per il proprio viaggio inaugurale, nel quale, dopo uno scalo a Southampton, raggiunse New York. Nel corso di questo viaggio, il piroscafo sviluppò la velocità media di 19,52 nodi (mezzo nodo in meno delle navi britanniche attive sulla rotta Liverpool-New York), risultando la più veloce nave passeggeri tedesca del periodo. La nave entrò quindi in servizio sulla tratta che univa Amburgo a New York, che, come le unità similari, percorreva in 5-6 giorni, contro i 7 sino ad allora necessari. Il Fürst Bismarck era la più veloce delle quattro navi, e stabilì diversi record di velocità sulla tratta francese e tedesca, pur non vincendo il Nastro Azzurro. Nel 1893 il piroscafo era la quarta nave più veloce in servizio nel Nord Atlantico (tutte e quattro le navi della serie si trovavano nei primi nove posti, molto al di sopra dei piroscafi del Norddeutscher Lloyd). L'apparato propulsivo era costituito da due motrici a cilindri verticali a triplice espansione, alimentate da nove caldaie (con una scorta di 1450 tonnellate di carbone), che imprimevano a due eliche tripale (del diametro di 5,92 metri) una potenza di 16.410 hp (poi ridotta, entro il 1910, a 15.177 HP), consentendo una velocità massima di 20,7 nodi (poi ridotta a 19,46 nodi entro il 1910).
Tra l'agosto 1892 ed il settembre 1893 la HAPAG ebbe problemi per via di un'epidemia di colera ad Amburgo e delle restrittive norme di quarantena adottate a New York, pertanto le navi dovettero per un periodo non fare scalo ad Amburgo, ma partire da Southampton ed avere capolinea a Wilhelmshaven.
Tra il 1892 ed il 1894 i quattro piroscafi fecero scalo anche a Queenstown. Il 22 maggio 1894 il Fürst Bismarck speronò accidentalmente in Atlantico la goletta francese Louise, che procedeva illuminata non correttamente e, dopo la collisione, venne abbandonata dall'equipaggio, mentre la nave tedesca, rientrata a Falmouth, poté ripartirne l'11 giugno dopo aver riparato i lievi danni riportati.
Successivamente al 1894 il piroscafo, stante il ridotto flusso di passeggeri nei mesi invernali, fu anche impiegato come nave da crociera di lusso: in particolare, ad inizio 1894 la nave svolse una crociera da New York al Mediterraneo.

Il Fürst Bismarck fotografato nel porto di Genova.

Nel periodo invernale i quattro piroscafi, per via del calo della quantità di passeggeri in viaggio nell'Atlantico settentrionale, venivano trasferite sulla rotta che univa Genova e New York, tratta che venne successivamente resa permanente, constatata la grande e costante quantità di passeggeri per i viaggi transatlantici offerta dall'emigrazione italiana. Il Fürst Bismarck iniziò il primo viaggio sulla rotta Genova-Napoli-New York (sulla quale, secondo alcune fonti, viaggiò sino all'inverno seguente) il 23 (o 27) marzo 1894 (probabilmente di ritorno dalla precedente crociera con partenza da New York). Tale unità, e le tre similari, erano di gran lunga più grandi (con una stazza tripla) e veloci delle navi passeggeri italiane dell'epoca, e, più in generale, di ogni nave passeggeri in servizio nel Mediterraneo, e destarono molto scalpore alla loro prima comparsa a Genova. Il piroscafo fu per lungo tempo comandato dal capitano Adolf Abers, poi commodoro della HAPAG. Il servizio regolare, in inverno, del Fürst Bismarck sulla linea mediterranea proseguì sino al 26 gennaio 1902, data dell'ultima partenza del piroscafo da Napoli per New York.
Il 4 luglio 1894, a commemorazione delle molte traversate compiute (14) e dei generali tedeschi (o di origine tedesca) che avevano partecipato alla guerra d'indipendenza americana (in particolare John Peter Gabriel Muhlenberg, Nicholas Herkimer, Friedrich Wilhelm von Steuben e Johann de Kalb), le Figlie della rivoluzione americana e la Columbia Liberty Bell Company donarono alla nave una copia della Liberty Bell, richiedendo al comandante di suonarla ogni volta che la nave giungesse in vista delle Navesink Highlands (di giorno) o delle Navesink Twin Lights (di notte), nel New Jersey.
Il 16 giugno 1896 il piroscafo, in navigazione da Cherbourg a New York, incontrò nell'Atlantico la barca a remi Fox di Frank Samuelsen e George Harbo, intenti in un (riuscito) tentativo di attraversare l'Atlantico a remi da New York a Le Havre.
Nel 1897 il Fürst Bismarck fu la prima nave ad utilizzare il nuovo porto di Cuxhaven, costruito appositamente per consentire la risalita dell'Elba sino all'altezza di Stadersand (da dove poi venivano impiegate bettoline per il rifornimento di carbone e l'imbarco e sbarco del carico) a navi di maggiore stazza (che sino ad allora erano costrette a fermarsi prima, servendosi del tender Blankenese).
Il 5 novembre 1903 il piroscafo compì la propria ultima traversata transatlantica sulla rotta Amburgo-Southampton-New York.

### Il servizio nella Marina imperiale russa
Nel 1904 il Fürst Bismarck venne acquistato dalla Marina Imperiale Russa, che lo ribattezzò Don e lo trasformò in incrociatore ausiliario. Dopo lo scoppio della guerra russo-giapponese, infatti, la Marina zarista, necessitando di navi ausiliarie veloci (nel febbraio 1904, a seguito di una riunione presso il Ministero della Marina, si era deciso di formare una forza speciale che attaccasse le vie di comunicazione nipponiche, mettendo a disposizione allo scopo 2.000.000 di rubli), aveva deciso di acquistare da compagnie tedesche quattro piroscafi a due eliche, tra cui il Fürst Bismarck. Il 14 marzo avevano avuto inizio le ispezioni da parte di un'apposita commissione russa; il 15 marzo, dalle cinque alle undici, si tennero importanti prove di macchina e di velocità, durante le quali, con condizioni meteomarine favorevoli, il piroscafo raggiunse i 20,09 nodi. Il 16 vennero effettuate prove antincendio, che rivelarono che le tubature e le pompe antincendio funzionavano correttamente, e prove di pompaggio, rilevando un ritmo di pompaggio di 2560 tonnellate d'acqua all'ora. Il piroscafo venne quindi acquistato dalla Marina russa: il 17 marzo 1904 venne temporaneamente iscritto nella riserva con un equipaggio di 65 uomini, tre giorni dopo venne incorporato nella Marina ed il 24 furono effettuati ulteriori controlli, dopo di che, il 23 aprile 1904, avvenne la definitiva iscrizione, prima come Fürst Bismarck e poi come Don. Inizialmente, infatti, per problemi contrattuali, si decise di far acquistare la nave alla Dobroflot (Доброфлот, nota anche come Russian Volunteer Fleet), una compagnia di navigazione statale fondata nel 1878 su ordine dello zar Alessandro III e sovvenzionata da donazioni volontarie di privati, che l'avrebbe poi trasferita alla Marina zarista. Ciò provocò alcuni disguidi, tanto che ancora ad inizio giugno, tra i vertici della Marina russa, non vi era ancora la certezza che la nave fosse e dovesse essere iscritta nelle liste del naviglio militare. Insieme alla nave, la Marina russa acquistò anche 1640 tonnellate di carbone che si trovavano a bordo, pagando 20.812,17 rubli.
Dopo l'acquisto il piroscafo venne trasferito a Liepāja (Libau), dove ebbero inizio i lavori di trasformazione. Gli alloggi di terza classe vennero trasformati in stive carbonaie, altri locali vennero convertiti in stive per acqua fresca e viveri; il ponte di coperta venne rinforzato, parte delle stive originarie furono modificate per l'uso come depositi munizioni (e per poter trasportare tali munizioni al ponte di coperta), l'apparato motore venne protetto con piastre aggiuntive in acciaio, e la nave fu modificata in modo da potersi rifornire di carbone in mare. Vennero acquistati anche dei pezzi di ricambio dalla HAPAG. L'unità fu inoltre armata con due cannoni da 120 mm, quattro Armstrong da 76 mm ed otto Hotchkiss da 57 mm. Una volta in servizio, il Don venne posto sotto il comando del capitano di II rango (capitano di fregata) H. C. Rimsky-Korsakov, con un equipaggio di 17 ufficiali e 406 tra sottufficiali e marinai, poi aumentati, entro l'ottobre 1904, a 19 ufficiali e 481 tra sottufficiali e marinai.
Il 14 aprile, nel frattempo, il contrammiraglio Iretsky aveva ricevuto l'incarico di procurare immediatamente i materiali occorrenti per sei mesi di crociera, ma tali materiali non erano reperibili in Russia, perciò fu necessario ordinarli all'estero e ridurre la durata della crociera a due mesi. Il 18 giugno il Don venne messo in riserva per ulteriori lavori: venne dapprima attrezzato con luci e bussole e rifornito di munizioni da 76 mm (operazione che richiese tre giorni) e poi sottoposto a prove e verifiche, durate due giorni, all'apparato motore, agli apparati radio ed alle artiglierie. Il 12 luglio l'incrociatore ausiliario imbarcò per la prima volta un consistente carico di carbone (oltre a 500 tonnellate d'acqua dolce): 3132 tonnellate, che riempirono le tre stive ricavate dalla trasformazione dei locali di terza classe, mentre rimase spazio nelle stive a prua ed a poppa, dove si stimava di poter caricare altre 390 tonnellate di carbone. Il giorno seguente il Don venne visitato, insieme ad un altro incrociatore ausiliario, l'Ural (ex piroscafo tedesco Kaiserin Maria Theresia), dal granduca Aleksandr Michajlovič Romanov. Alle 13.02 di tale giorno la nave issò la propria bandiera di guerra, che fu salutata con 31 colpi di cannone. L'ammiragliato britannico chiese chiarimenti circa la sorte del Fürst Bismarck e del Kaiserin Maria Theresia, ed i comandi russi replicarono che sarebbero stati impiegati nel contrasto al contrabbando. Il 15 luglio il comandante Rimsky-Korsakov tenne rapporto sullo stato d'avanzamento dei lavori.
I quattro incrociatori ausiliari vennero quindi inviati dal comando russo in crociera nell'Atlantico, per fermare le navi che trasportassero materiali bellici in Giappone. Il Don e l'Ural, in particolare, dopo aver lasciato Liepāja avrebbero dovuto tenersi lontano dalla costa e dirigere per gli stretti di Danimarca, passando il Grande Belt nottetempo. I due incrociatori ausiliari sarebbero stati scortati da due cacciatorpediniere sino a Capo Skagen, per il rifornimento di carbone e per la scorta nello stretto del Grande Belt, ritenuto un passaggio pericoloso. Le due unità sarebbero poi proseguite nel Mare del Nord, con rotta a settentrione, giungendo nelle acque del Regno Unito, e quindi dirigere per i luoghi prescelti per l'incursione: il Don avrebbe dovuto raggiungere le isole di Capo Verde, ove avrebbe ricevuto informazioni da un agente russo. L'ordine era di non distruggere le navi mercantili incontrate, né i loro carichi di contrabbando, ma di comunicare quanto trovato a Liepāja. Secondo i piani, il primo incrociatore ausiliario sarebbe partito il 29 giugno e tornato il 29 agosto, il secondo rispettivamente il 1º luglio ed il 30 agosto, il terzo il 15 luglio ed il 3 agosto ed il quarto il 20 luglio e l'8 agosto. Imprevisti fecero sì, tuttavia, che Don ed Ural partissero da Liepāja solo alle 11.45 del 16 luglio. La navigazione sino al Grande Belt avvenne senza problemi grazie al tempo favorevole, ma l'indomani, alle 19, al largo di Gotland, l'apparato radio del Don andò in avaria, obbligando le due navi a fermarsi. Un ufficiale dell'Ural, il tenente di vascello Schutlz, dovette recarsi sul Don per le riparazioni, che ebbero termine alle 21.45 (Schultz tornò sull'Ural un quarto d'ora dopo). Alle 14.30 del 18 luglio i due incrociatori ausiliari furono raggiunti dai cacciatorpediniere Ryanyi e Prochnyi e dal rompighiaccio n. 2, partiti da Liepāja, con i quali proseguirono la navigazione, mettendosi all'àncora alle 4.30 del 19. Dopo essersi riforniti di acqua dolce e carbone, gli incrociatori ausiliari ed i cacciatorpediniere (il rompighiaccio ricevette l'ordine di restare sul posto ad attendere) ripartirono alla velocità di 15 nodi, per raggiungere Skagen prima dell'alba: il Don, tuttavia, non essendo abbastanza veloce (si erano infatti verificati alcuni problemi con le caldaie 1, 2, 3, 4, 8 e 9, che avevano subito perdite di bulloni e rivetti, nonché di acqua), venne lasciato indietro insieme al Ryanyi ed alle 23.30 si ormeggiò a 6,5 miglia dallo stretto di Skagen. All'1.15 del 20 luglio, poi, lasciati dai due cacciatorpediniere, il Don e l'Ural proseguirono insieme verso Skagen come pianificato. Alle 3.15 le due navi entrarono in mare aperto, assumendo rotta verso sudovest, lontano dalle rotte commerciali. Nottetempo vennero avvistate diverse sagome sospette, così che i due incrociatori si posero in allarme, ma si trattava solo di mercantili che, spaventati dall'incontro con due navi da guerra, si allontanarono rapidamente. Più avanti, nel corso della nottata, venne avvistata una nave ritenuta un cacciatorpediniere, ma si trattava in realtà di un panfilo, che scomparve intorno alle sette del mattino. Alle 7.45 il Don e l'Ural entrarono in un fitto banco di nebbia ed ebbero problemi a non perdersi di vista; la nebbia si dissolse alle 16.30, e verso le 18 il comandante Rimsky-Korsakov chiese al comandante Istomin, dell'Ural, si recarsi a bordo della sua nave. L'ufficiale aveva infatti rilevato un aumento nel consumo del carbone, determinato non solo dall'inesperienza dei fuochisti (30 di essi erano stati arruolati a Kronštadt e non avevano mai avuto a che fare con delle caldaie), ma anche da avarie alle caldaie. Alle 21 la formazione, dopo varie riparazioni, poté ripartire, ma a mezzogiorno del 21 luglio Rimsky-Korsakov dovette chiedere all'Ural di fermarsi nuovamente per un quarto d'ora di riparazioni, lavori che tuttavia richiesero una quarantina di minuti, permettendo alle due unità di ripartire solo alle 12.40. Nelle due ore successive il vento aumentò sino a forza 8-9, ed il mare divenne molto mosso, quindi fu necessario ridurre la velocità a 9 nodi. Nottetempo il mare andò placandosi.
Il 25 luglio 1904 le navi, come pianificato, si separarono al largo di Lisbona: il Don si diresse verso le coste dell'Africa nordoccidentale, l'Ural, invece, verso Gibilterra. Ed era stato pianificato un incontro tra le due unità in posizione 36° N e 8° O, vicino alla baia di Vigo, per incontrarsi con il rifornitore Valencia, ma, nelle acque delle Canarie, il Don ricominciò ad avere problemi con le macchine: il 28 luglio, ad esempio, la sola caldaia numero 2 perse 130 rivetti. Ne derivarono ritardi, la necessità di ulteriori riparazioni, ed un incremento nel consumo del carbone; inoltre, a partire dal 28 luglio il cielo si coprì e la visibilità andò calando. Il Don, pertanto, rientrò a Vigo, per rifornirsi di carbone e pezzi di ricambio. Il mattino del 9 agosto comparve una nave sconosciuta, senza bandiera, con rotta da ovest verso est, che seguì l'incrociatore ausiliario senza avvicinarsi né allontanarsi, destando molti sospetti; verso mezzogiorno apparve da sud un'altra nave anch'essa senza bandiera, che, dopo aver visto l'incrociatore, si allontanò e scomparve. Ciò portò Rimsky-Korsakov a pensare che i suoi spostamenti fossero controllati da unità nemiche, pertanto, in giornata, fece fermare l'imbarco del carbone, pur avendone caricate solo 1297 tonnellate. Nella notte il Don rimase all'ancora, ed il mattino successivo ripartì alla volta delle Canarie, ma, all'altezza del 27º parallelo, incontrò nuovamente maltempo: il vento andò infatti rafforzandosi. Alle nove di sera del 10 agosto venne avvistata una nave simile a quella comparsa per prima il giorno precedente. Tale unità poté tuttavia fuggire, dato che le condizioni meteomarine impedirono al Don di calare una lancia con una squadra d'abbordaggio. Intorno alle 9 dell'11 agosto l'incrociatore russo, che si trovava sul Meridiano di Ferro, avvistò una nave passeggeri con rotta nordovest, troppo lontana per poter essere inseguita. Il Don assunse poi rotta tale (verso nordovest) da portarlo ad ovest delle Canarie, ma dopo essere proseguito per un giorno intero senza trovare nulla, virò a nord, sperando, senza fortuna, di trovare tempo migliore. La situazione andò peggiorando con l'aumento del caldo, ed inoltre, dopo l'aumentato consumo di carbone, fu scoperto anche che l'acqua dolce stava per finire: tra il 16 giugno ed il 10 agosto vi erano state 14 perdite consistenti. Il Don dovette perciò fare ritorno a Vigo: nella notte tra il 12 ed il 13 fu avvistato un mercantile, e poco più tardi un veliero che procedeva verso sud/sudovest, ma fu impossibile tentare l'inseguimento. Il 13 agosto si scoprì che, a causa del malfunzionamento di una pompa, vi erano state infiltrazioni d'acqua di mare. Alle 13.20 del 15 agosto l'incrociatore ausiliario si ancorò a Vigo, con una scorta d'acqua dolce ridotta a sole 64 tonnellate. L'indomani la nave fu visitata dal comandante del porto e da un altro funzionario portoghese, che, constatati i lavori di riparazione in corso, concessero al Don due giorni di sosta in più rispetto al limite imposto dalle convenzioni internazionali per la sosta in porti neutrali di navi da guerra di nazioni belligeranti. Durante la permanenza a Vigo vi fu anche uno scambio di visite tra il comandante Rimsky-Korsakov e quello della cannoniera Marqués de la Victoria, mediante il quale l'ufficiale russo inviò in patria un telegramma con cui spiegava la situazione (impossibilità di continuare la navigazione e necessità di lavori alle caldaie). Alle 9 del 17 agosto, scaduto il tempo concesso, il Don prese il mare per tornare in patria, ma i forni della caldaia numero 4 iniziarono subito a manifestare avarie. Tuttavia, alle 2.30 del 20 agosto la nave raggiunse il Passo di Calais, e quattro giorni più tardi, alle sette del mattino, si ormeggiò a Liepāja, dopo aver percorso 7038 miglia nautiche e consumato 3932 tonnellate di carbone. Tutto il viaggio fu compiuto alla velocità di 18 nodi.
Subito dopo l'arrivo il Don fu sottoposto a nuovi lavori di riparazione, non risultando così ancora pronto per poter essere aggregato alla Seconda Squadra del Pacifico, inviata in Estremo Oriente e distrutta nella battaglia di Tsushima. Ad inizio gennaio 1905 si pensò di inviare l'incrociatore ausiliario nel Mare del Nord, avendo ricevuto l'informazione che il 3 gennaio sarebbe transitato in quelle acque il piroscafo della HAPAG Brisgravia, che aveva caricato a Rotterdam una grande quantità di armi Krupp destinate all'esercito giapponese, ma le condizioni in cui ancora versavano le caldaie del Don lo sconsigliarono.
Il 20 febbraio venne disposto di rimettere in servizio il Don, per aggregarlo ad una squadra da battaglia, e di fargli compiere delle esercitazioni in mare, ma poco dopo venne invece ordinato di mantenerlo in porto, pronto a compiere una crociera. Il contrabbando di materiali bellici dall'Europa al Giappone era infatti in aumento, ed il Don, unica nave rimasta nel Baltico, era necessario per attaccare tali traffici nell'Atlantico. Tuttavia le esercitazioni consumavano il non abbondante carbone, pertanto fu necessario limitarle a due giorni alla settimana, per diminuire i consumi e mantenere l'incrociatore ausiliario in grado di uscire immediatamente in mare.
Il 28 aprile 1905 il contrammiraglio Iretsky riferì che, causa il malfunzionamento delle caldaie, il Don avrebbe dovuto essere inviato a Kronstadt, dove erano state ordinate nuove caldaie. Sul finire di settembre, tuttavia, venne deciso che il Don non fosse più necessario, pertanto si decise di fermare i lavori alle caldaie (3 novembre) e farlo rientrare a Liepāja, cosa che, a causa delle avverse condizioni meteomarine e di uno sciopero frattanto scoppiato, poté avvenire solo ad inizio novembre. Nel frattempo, dietro ordine del capo di Stato Maggiore del 9 ottobre, l'armamento del Don venne smontato per essere consegnato ad altri incrociatori.
Il 10 dicembre 1905 venne proposto di cedere il Don ad una compagnia di navigazione russa, la Obshchjestvu Volzhskih Kapitalistov, per adibirlo al trasporto di truppe in Estremo Oriente. Il prezzo della vendita sarebbe però dovuto essere quanto più possibile vicino a quello d'acquisto: tale cifra, tuttavia, era troppo alta, e quindi fu impossibile trovare acquirenti.
Nel 1906 il piroscafo fu trasferito alla Dobroflot quale parziale rimborso delle perdite subite dalla compagnia nel corso del conflitto: il 19 settembre 1906 se ne stabilì la vendita a rate per quattro anni, ed il 30 settembre l'incrociatore ausiliario fu radiato dai quadri del naviglio della Marina imperiale russa. Il 2 ottobre 1906 il piroscafo arrivò a Liepāja. Ribattezzata Moskva (o Moskwa), la nave rimase a Liepāja sino alla primavera del 1907, per riparare le avarie e riconvertirne gli interni a nave passeggeri (venne tuttavia mantenuto un leggero armamento, costituito da alcune mitragliere da 47 mm in coperta e sul ponte lance), quindi si recò a San Pietroburgo. Entrata in servizio il 30 aprile 1907 al comando di quello che era stato anche il suo ultimo comandante militare, il capitano di 2° rango Oranovskii (le navi della Dobroflot erano infatti solitamente comandate da ufficiali della Marina russa in congedo), la nave salpò per il primo viaggio sulla rotta Liepāja-Rotterdam-New York il 13 maggio 1907. Dopo solo quattro viaggi, tuttavia, il Moskva venne disarmato, non avendo riscosso un adeguato successo: la nave era ormai obsoleta.

### Il servizio per la Marina imperiale austroungarica

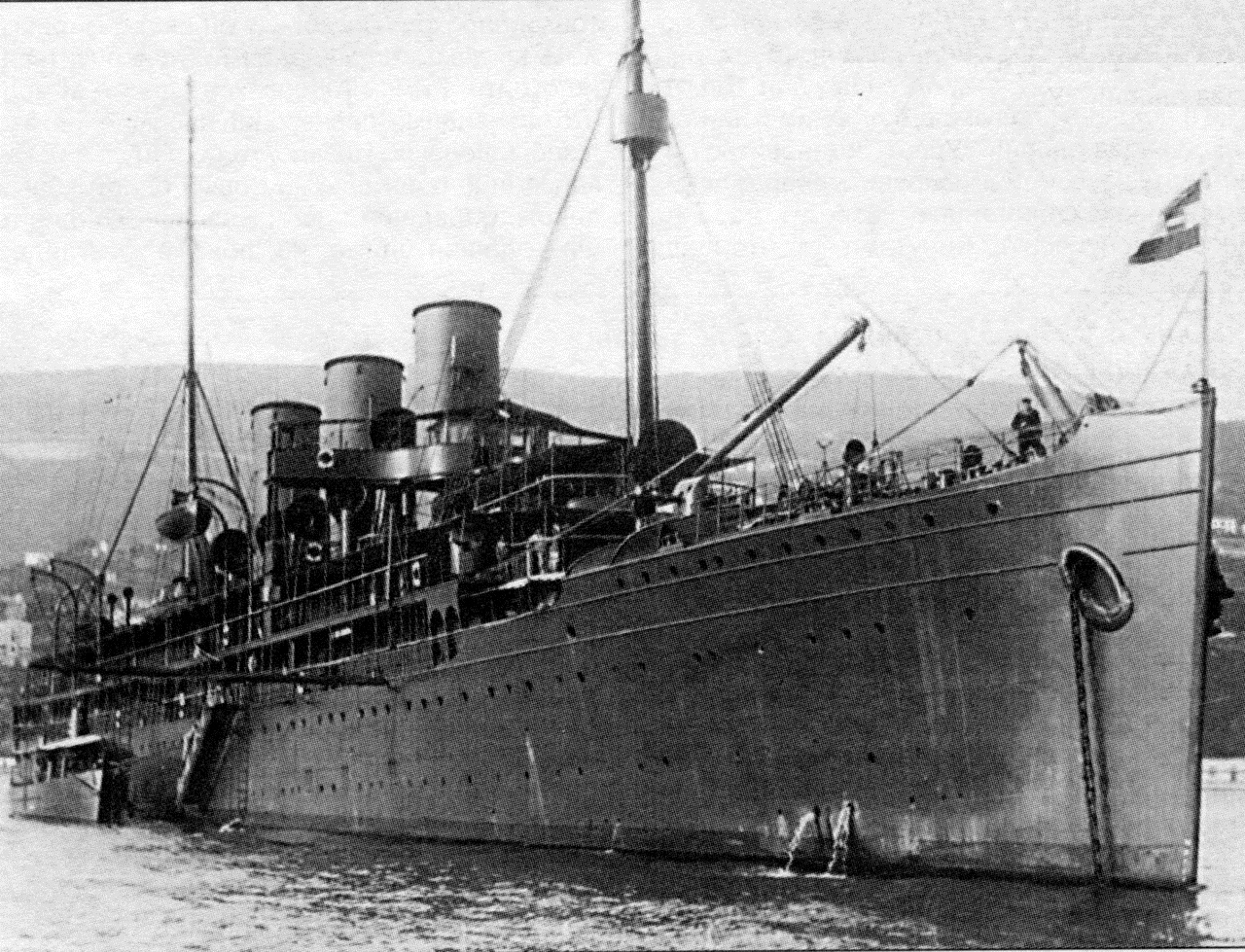
L’unità fotografata a Cattaro, dopo la trasformazione in nave appoggio, con il nome di Gäa.

Si pianificò di vendere il Moskva alla Marina imperiale austroungarica: tale Marina, infatti, desiderava da tempo una nave appoggio che potesse accompagnare le proprie siluranti nell'Adriatico, per rifornirle di carburante ed altri materiali, nonché assicurare loro protezione. Mancando fondi per costruire un'unità appositamente concepita per questo utilizzo, il Ministero della Marina aveva deciso di acquistare una nave mercantile da trasformare. Uno dei requisiti per tale unità era un'elevata velocità: dopo aver effettuato le prove e le verifiche d'uso, il 1º luglio 1909 il Moskva si trasferì da Liepāja (dov'era stata immessa in bacino di carenaggio) a Stettino.
Il 3 luglio 1909 la commissione austroungarica iniziò la propria visita della nave, e cinque giorni più tardi (per altre fonti, probabilmente erronee, nel 1913) il piroscafo venne pertanto venduto a Stettino alla k.u.k. Kriegsmarine. Compiute delle prove in mare l'8 luglio, il 9 la nave issò la bandiera austroungarica, dopo di che, il giorno successivo, lasciò il Mar Baltico alla volta di Pola, dove arrivò il 2 agosto (dopo aver fatto tappa a Swinemünde ed a Cadice), e dove, l'8 (per altre fonti il 3) agosto 1909, ebbero inizio i lavori di trasformazione, protrattisi sino al 4 maggio 1910. Tali lavori inclusero la risistemazione dell'apparato motore, l'installazione di una stazione radio e l'imbarco di due grosse gru per l'alaggio delle torpediniere.
Ribattezzata Gäa (o Gaea), l'unità divenne una nave comando, nave appoggio e «nave madre» per cacciatorpediniere e torpediniere, nonché deposito di torpedini, siluri ed altre armi (fu infatti classificata Torpedodepotschiff). L'unità poteva anche alloggiare gli equipaggi dei cacciatorpediniere, ed era armata con due cannoni da 120/35 mm e due da 66/44 mm. Le caldaie furono sostituite, e vennero ricavati alcuni magazzini per imbarcare riserve supplementari di carbone, mentre le stive vennero trasformate in depositi per mine (100) e siluri (81). Il 14 maggio 1910 l'equipaggio, composto da 331 uomini, era a bordo della nave.

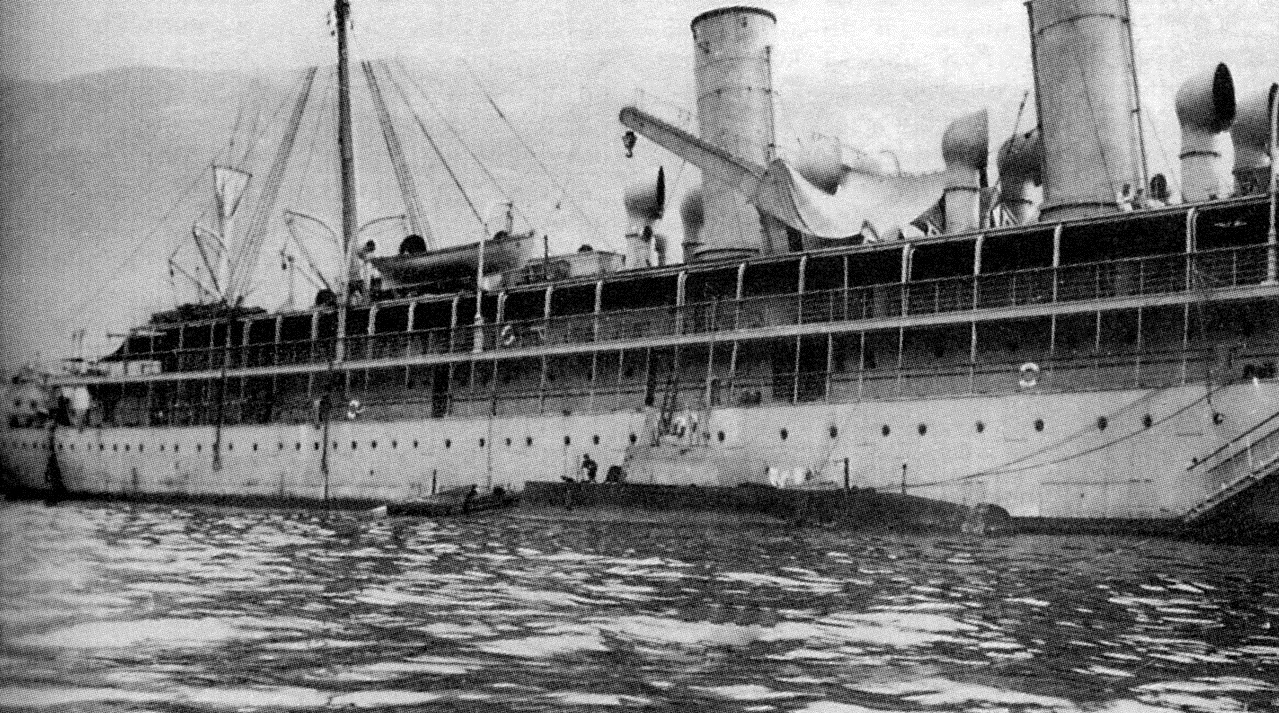
La Gäa affiancata da un U-Boot.

La Gäa entrò quindi in servizio nel maggio 1910 (per altre fonti il 15 settembre 1910), e partecipò alle manovre estive della Squadra navale (della quale faceva parte) del 1910, del 1911 e del 1912, per poi essere posta in riserva (dal 5 dicembre 1912) per due anni, essendosi dimostrato il concetto di nave appoggio torpediniere completamente errato. Il 14 giugno 1914, poco prima dell'inizio della prima guerra mondiale, la nave fu riarmata, ed il 31 luglio, scoppiato il conflitto, l'unità, al comando di Anton Casa, fu inviata nella baia di Cattaro, per assistere la Kreuzerflotille e fungere da nave officina per i cacciatorpediniere là dislocati. Secondo altre fonti la Gäa venne assegnata alla flotta di torpediniera di stanza nelle Bocche di Cattaro il 20 dicembre 1912.

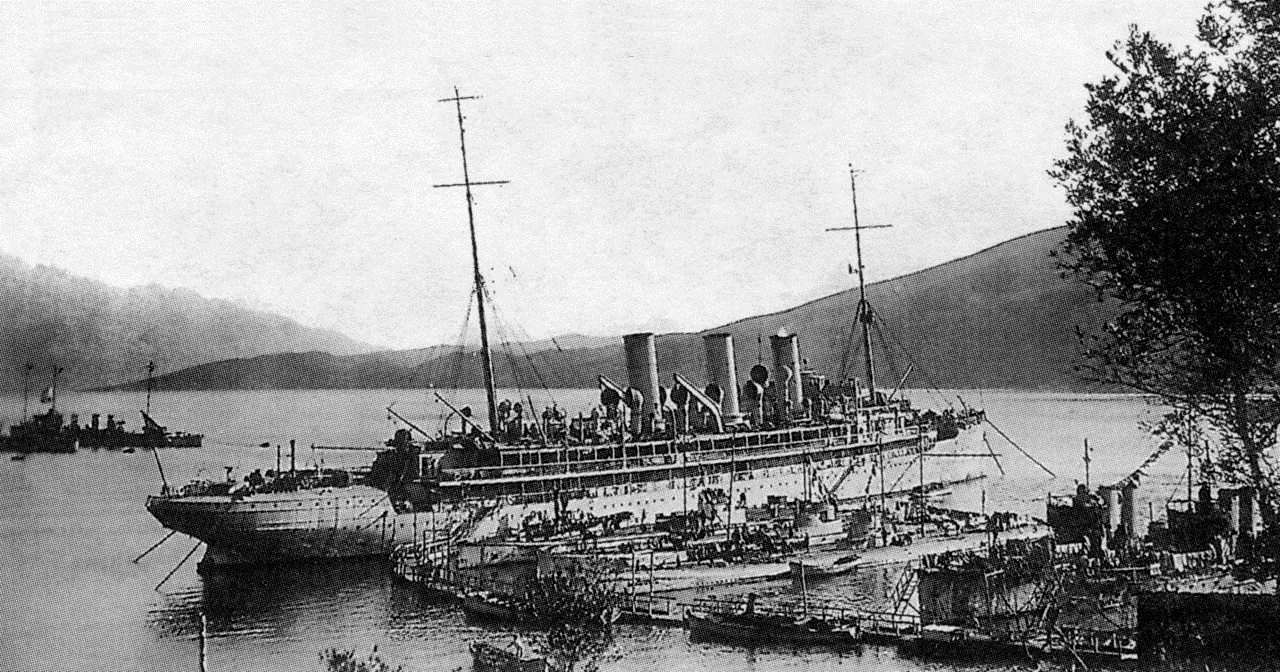
La Gäa a Cattaro durante la prima guerra mondiale, insieme ad alcuni U-Boote.

Nel 1915 la Gäa fu trasformata in nave appoggio sommergibili (e nave officina) a Cattaro, venendo adattata per eseguire operazioni di manutenzione su sommergibili: furono ricavati alloggi per 80 uomini e furono imbarcate delle dinamo per ricaricare le batterie dei sommergibili. A partire dal 25 agosto 1915 l'unità fu quindi utilizzata per il supporto agli U-Boot tedeschi operanti in Adriatico. Nel corso del conflitto l'ammiraglio Anton Haus, comandante la flotta austroungarica, propose anche la trasformazione della Gäa in ciò che egli definì portaerei, ma che più probabilmente sarebbe stata una nave appoggio idrovolanti.
Per tutta la durata della guerra l'unità rimase ferma al proprio posto d'ormeggio nella base di Cattaro. Tra l'equipaggio (così come su altre unità austroungariche), per via dell'inattività, della mancanza di licenze e della scarsità di cibo, vestiti ed altre forniture, iniziarono pertanto a diffondersi, in seguito alla Rivoluzione d'ottobre in Russia, idee comuniste. Il 1º febbraio 1918 gli equipaggi delle navi di stanza a Cattaro si ammutinarono. L'ammutinamento partì proprio dalle navi dove la forzata inattività si era più fatta sentire: dapprima la rivolta scoppiò sull'incrociatore corazzato Sankt Georg, nave ammiraglia, dove furono catturati gli ufficiali (uno dei quali fu ferito gravemente), quindi si estese alla Gäa ed all'incrociatore Kaiser Karl VI, e successivamente ad altre navi maggiori. Le altre unità presenti nella base, ovvero gli esploratori Helgoland e Novara, i cacciatorpediniere e le torpediniere, tutte unità più attive nel conflitto, innalzarono bandiere rosse, ma non presero parte all'ammutinamento. Mentre sul Gäa e sulle navi maggiori le esercitazioni erano state una pura formalità, infatti, sulle altre navi esse, dovendo preparare a veri combattimenti, avevano creato maggiore fiducia nei rapporti tra gli ufficiali ed il resto degli equipaggi. Gli ammutinati fecero inizialmente richieste di natura politica e sociale (il nazionalismo prese il sopravvento solo sei mesi più tardi): pace senza annessioni, smobilitazione, maggiore democrazia, nonché, relativamente alla Marina, migliore approvvigionamento del cibo e più equa distribuzione delle provviste tra ufficiali ed equipaggio, nonché migliori condizioni di vita I ribelli – perlopiù di etnia tedesca ed ungherese – affermarono comunque la loro disponibilità a reagire ad un attacco italiano su Cattaro, se si fosse verificato. Gli ammutinati non riuscirono tuttavia ad influenzare la guarnigione di terra di Cattaro, che il 2 febbraio aprì il fuoco contro la vecchia corazzata a barbette Kronprinz Erzherzog Rudolf, che, in mano ai ribelli, aveva cercato di posizionarsi al centro della baia per tenere sotto tiro le batterie costiere. Inoltre, il Novara, l'Helgoland, le siluranti e gli U-Boot si posizionarono nella baia in modo da bloccare le vie d'uscita alle unità ammutinate, tenendosi pronti, se necessario, a silurarle. Nel frattempo a bordo delle navi ribelli iniziò ad esservi dissenso contro l'ammutinamento, e si iniziò a premere verso la fine della rivolta; il 3 febbraio i comandi austroungarici, con l'arrivo in porto delle corazzate Erzherzog Karl, Erzherzog Friedrich ed Erzherzog Ferdinand Max, diedero un ultimatum agli ammutinati. I tre capi della rivolta fuggirono in Italia su un idrovolante, e poco dopo la ribellione ebbe termine. Quattro uomini, tra i quali il marinaio Bernichevich della Gäa, vennero condannati a morte (la sentenza, per non aumentare il malcontento tra gli equipaggi, venne fatta eseguire ad unità di fanteria rumene ed ungheresi), una quarantina vennero condannati a vari periodi di detenzione ed 800 furono sbarcati e trasferiti ad altre unità. In seguito a tali vicende l'ammiraglio arciduca Carlo Stefano d'Asburgo-Teschen si recò a Cattaro, il 10 febbraio, e, dopo aver indagato sui fatti, sostituì sia il comandante della flotta (sostituito dal contrammiraglio Miklós Horthy) che i comandanti di diverse navi, tra cui quello della Gäa, che fu sostituito dal capitano di vascello Josef Loew. Il 1º novembre 1918, con la dissoluzione dell'Impero austro-ungarico, le navi presenti a Cattaro issarono bandiera croata.

### Il passaggio sotto bandiera italiana e gli ultimi anni
Il 5 novembre 1918, con la conclusione della prima guerra mondiale, la Gäa ricevette l'ordine di trasportare a Fiume e Pola gli ex marinai cechi ed austriaci. Dopo una breve sosta a Fiume l'8 novembre, la nave si recò a Pola, dove venne sequestrata dalle autorità italiane (o consegnata all'Italia) ed incorporata, quale riparazione di guerra, dalla Regia Marina, che la ribattezzò San Giusto, la classificò trasporto e nel 1919 la diede in gestione al Servizio Navigazione delle Ferrovie dello Stato. Secondo diversa versione (probabilmente erronea), nel novembre 1918 la nave venne inviata in Mar Baltico, ove trasportò personale polacco, dopo aver portato, il 5 novembre, personale ceco da Pola a Fiume, dove poi stazionò sino al 1919, quando fu trasferita a Pola e consegnata all'Italia il 20 ottobre 1920.
Nel 1920 il piroscafo fu noleggiato (per altre fonti venduto) alla Cosulich Società Triestina di Navigazione, e, dopo grandi lavori di riconversione per tornare all'uso di nave passeggeri (principalmente per trasporto di emigranti), partì per il primo viaggio sulla linea Trieste-Napoli-New York il 21 o 22 gennaio 1921, con a bordo 238 passeggeri in cabina e 1137 emigranti. Tale viaggio, e quello di ritorno, costituirono gli unici compiuti dalla nave per la Cosulich: durante la prima tempesta incontrata durante la navigazione, infatti, si constatò che lo scafo dell'ormai anziana nave versava in cattive condizioni, tanto che la San Giusto rischiò di naufragare, quindi i successivi viaggi vennero annullati.
Nel febbraio 1921 (per altre fonti nel 1922 o nel 1923) il San Giusto fu posto in disarmo, e nel 1922 la Cosulich decise di rinunciare ad un suo ulteriore utilizzo. Radiato nel 1922 o 1923 (per altre fonti sul finire del 1924), il San Giusto fu quindi ceduto per demolizione. La nave fu infine smantellata nei cantieri Breda di Venezia (o a Trieste) nel 1923 o 1924 (altre fonti, probabilmente erronee, indicano invece la demolizione come avvenuta a Genova nel 1926).